# عزا برازنده الکتراست (فیلم)
عزا برازندهٔ الکتراست (انگلیسی: Mourning Becomes Electra) فیلمی در ژانر درام به کارگردانی دادلی نیکولز محصول ۱۹۴۷ است.

## بازیگران
- روسالیند راسل در نقش Lavinia
- ریموند مسی در نقش Ezra
- مایکل ردگریو در نقش Orin
- لئو گن در نقش Adam
- کتینا پاکسینو در نقش Christine
- هنری هال در نقش Seth
- کرک داگلاس در نقش Peter
- برادریک اوفارل